# Zecchinetta
La zecchinetta, detto anche lanzichenecco, o lasqueneet, è un gioco d'azzardo di carte molto popolare in Italia e in alcuni stati europei il cui nome deriva dai lanzichenecchi che lo introdussero nella penisola durante il XVI secolo.
In origine si utilizzavano 3 mazzi di carte francesi dai quali venivano eliminati i jolly e tutte le carte con valori da 2 a sei. Nella sua versione moderna viene giocato con un mazzo italiano di 40 carte. Ogni giocatore ricopre, a turno, il doppio ruolo di banchiere e mazziere.

## Preparazione
Il banchiere fissa i limiti massimi e minimi per le puntate. Dopo aver mescolato e fatto tagliare il mazzo, colloca sul tavolo tre carte scoperte, le prime due per i giocatori e la terza per sé.

## Svolgimento
I giocatori effettuano delle puntate su ognuna delle successive carte del mazzo, che verranno mostrate, una alla volta, dal banchiere. Se la carta mostrata ha lo stesso valore della carta del banchiere, ognuno dei giocatori riceve da questi una posta pari a quella puntata. Se invece la carta mostrata ha lo stesso valore di quelle dei giocatori, il banchiere raccoglie le relative puntate. Infine, se la carta mostrata ha un valore diverso da tutte le altre in gioco, questa viene posta dal mazziere accanto alle altre in gioco e anche su questa nuova carta si potranno effettuare puntate; le puntate fatte sulle carte non estratte restano in gioco.

Finite le carte, il banchiere passa il mazzo al giocatore alla sua destra, che diventa a propria volta banchiere.

## Variante
Esiste una variante per rendere il gioco più semplice e veloce. Le regole della variante prevedono che il mazziere, dopo aver mescolato e fatto tagliare il mazzo, peschi una carta dalla cima e la metta alla sua sinistra (questa sarà la carta del banco) e poi peschi la carta successiva, mettendola alla sua destra (questa sarà la carta di tutti i giocatori). A questo punto ogni giocatore decide quanto puntare sulla carta estratta.

Finite le puntate, il mazziere estrae la prima carta in cima al mazzo. Se corrisponde come valore alla sua, paga a tutti i giocatori una somma pari alla loro posta. Se corrisponde come valore alla carta dei giocatori, raccoglie le relative puntate. Infine, se la carta ha un valore diverso dalle due in gioco, viene scartata e il mazziere continua a sfogliare il mazzo dall'alto verso il basso finché non esce una carta che sia di valore corrispondente alla propria o a quella dei giocatori.
Un'ulteriore variante prevede che nel momento in cui un concorrente punta su una carta e questa dovesse uscire dal mazzo, il concorrente venga pagato tanto quanto aveva puntato sulla carta in questione. Il mazziere invece vince tutte le puntate presenti sulle carte già in gioco (quelle su cui i concorrenti hanno puntato) qualora dovesse prelevare dal mazzo una carta uguale a quella che era stata assegnata a lui in apertura di gioco.

## Curiosità
Nel libro del 1961 Il giorno della civetta, di Leonardo Sciascia, uno dei personaggi principali (l'assassino mafioso Diego Marchica) è soprannominato "Zecchinetta" per la passione nel gioco.
Nella versione cinematografica del 1968 tratta dal romanzo, il personaggio di Zecchinetta è interpretato da Tano Cimarosa.
In Versailles II:II Testamento del Re, un gioco di genere avventura storico, viene mostrato e giocato proprio il gioco di Zecchinetta.
Nel film “Squadra Antitruffa” (1977) con Tomas Milian e Bombolo, nei momenti subito precedenti ad una rissa nel bar alcuni personaggi si possono vedere intenti a giocare una partita di Zecchinetta.